# Ahmad Joudeh
Ahmad Joudeh là một vũ công ballet người Syria hiện đang sống tại Hà Lan, học múa ballet và là thành viên của Liên đoàn Ballet Quốc gia Hà Lan.

## Cuộc sống
Joudeh sinh năm 1990 và lớn lên ở Yarmouk, một trại tị nạn của người Palestine ở Damascus, bố là người Palestine, mẹ là người Syria. Mặc cho sự phản đối của bố, Joudeh quyết theo đuổi đam mê và học nhảy ở Damascus.
Từ năm 2007 tới năm 2016. anh sống ở Damascus, vừa học nhảy vừa dạy nhảy ballet để mưu sinh. Lớp dạy nhảy của anh mở cửa miễn phí cho trẻ mồ côi và trẻ khuyết tật. Hiện mẹ Joudeh vẫn ở Syria, còn bố anh đang sống tại một trại hỗ trợ ở Berlin, Đức, nơi mà bố con anh hội ngộ sau 11 năm xa cách. 

## Sự nghiệp
Năm 2014, Joudeh tham gia phiên bản Ả rập của cuộc thi Thử thách cùng bước nhảy và lọt vào vòng bán kết. Nhưng do anh là người Palestine và không có giấy tờ tùy thân, Joudeh bị loại khỏi cuộc thi. Tuy nhiên, ngoại hình của anh đã lọt vào mắt xanh của nhà làm phim Hà Lan Roozbeh Kaboly, wngườii sau đó đã làm cho hát sóng một bộ phim tài liệu về anh trên  truyền hình Hà Lan.
Joudeh cũng đã đăng tải vài clip ngắn về mình nhảy ở Syria lên Youtube.

## Những phim tài liệu trên Dutch News
Năm 2016, Roozbeh Kaboly, đến từ chương trình phóng sự Nieuwsuur, làm một bộ phim tài liệu dài 15 phút và Ahmad với tựa đề Dance or Die. Bộ phim đã lột tả hình ảnh Ahmad nhảy ở đống đổ nát của trại tị nạn nơi anh lớn lên, thăm ngôi nhà xưa của gia đình anh ở Palmyra, nơi đã bị phá hủy, cùng mẹ Ahmad và Nhà hát La Ma cổ ở Palmyra, nơi anh đang nhảy. Joudeh cũng đồng thời đưa các nhà làm phim đến với studio dạy nhảy của anh ở Damascus, nơi họ được gặp và trò chuyện với các học trò của, để hiểu được nhảy có ý nghĩa như thế nào trong cuộc đời chúng. Nhà hát La Mã đó vừa qua đã bị phá hủy bởi IS.
Bộ phim thứ hai về Joudeh, Dance for Peace, ghi lại giây phút bố con anh đoàn tụ ở Berlin, vừa qua đã được phát sóng trên chương trình Nieuwsuur ở Hà Lan. Bộ phim cũng đã khắc họa khoảng thời gian anh tới Hà Lan và bắt đầu học nhảy tại Liên đoàn Ballet Quốc gia Hà Lan.

## Cuộc sống ở Hà Lan
Sau khi những bộ phim tài liệu được lên sóng, Joudeh bắt đầu nhận được những lời mời đến nhảy ở một số quốc gia, bao gồm Hoa Kỳ, Thụy Sĩ và Bỉ. Anh đã chọn Hà Lan theo lời mời của Ted Brandsen, Giám đốc nghệ thuật của Liên đoàn Ballet Quốc gia Hà Lan. Brandsen đồng thời gây dựng quỹ, tên Dance for Peace, để giúp Joudeh trang trải cuộc sống. Joudeh đã ttham gia một khóa học 4 năm tại Liên đoàn Ballet Quốc gia Hà Lan để phát triển kĩ thuật của cả một vũ công và biên đạo múa.

## Đan Mạch
Năm 2017, biên đạo múa người Hà Lan Jenny Major đã sáng tạo một vở nhạc để tôn vinh Joudeh, người bà chưa bao giờ gặp. Vở nhạc này có tên gọi Sound of Silence.
Bài hát nổi tiếng của Simon and Garfunkel, Sound of Silence, được sử dụng trong vở nhạc. is used in part of the music.  Joudeh xuất hiện ở cuối vở nhạc, tạo bất ngờ lớn cho cả dàn vũ công.